# Mestre da Noite
O Mestre da Noite é um personagem fictício, um herói espadachim e feiticeiro, publicado pela DC Comics. Ele foi criado por Denny O'Neil e por Jerry Grandenetti e fez sua primeira aparição em Showcase #82, em maio de 1969.

## História da publicação
Após sua introdução em Showcase #82, o personagem apareceu nas duas edições mensais, com Bernie Wrightson assumir o art. O personagem não aparecer por mais de duas décadas, retornando para aparições em Animal Man #25 (julho de 1990) e Os Livros da Magia #3 (1991). Ele teve um pouco expandida convidado funções na Força bruta #11-12 (Set.-Oct. 1995) e Swamp Thing #160 e 164 (Nov. De 1995 e Março de 1996). Ele figurou entre muitas DC Comics sobrenatural heróis na minissérie Dia da Vingança #1-6 (junho–Novembro. 2005), principalmente estrelando o Espectro, no Dia da Vingança: Crise Infinita Especial #1 (Março de 2006), e na maioria dos problemas das sete-minisérie de Crise Infinita (Dec. 2005 – junho de 2006), antes de se tornar uma das estrelas do nome da equipe na série em curso Shadowpact, que estreou com um primeiro problema de cobertura de julho de 2006.[carece de fontes?]

## Biografia do personagem
Jim Rook, vocalista da banda de hard rock chamada Material Elétrica, entra na loja Oblivion Inc. Dentro, ele de alguma forma foi transportado para Myrra, uma estranha dimensão onde ele é o descendente do poderoso guerreiro Nacht. Ele pega do seu antepassado a Espada de Noite, uma arma com a habilidade para avisar sobre perigo e forçar uma pessoa falar a verdade. Após suas aventuras em Myrra, ele abre uma livraria no espaço da loka blivion Inc. e torna-se ativo com outros metahumanos e entidades sobrenaturais, tais como Força primária e Monstro do Pântano.
Ao explorar uma misteriosa porta em sua livraria, a Torre descobre que, na verdade, foi um dos muitos "de volta quartos" do Esquecimento Bar, um otherdimensional território aberto para aqueles que são atingidos por magia. Depois de servir por um tempo como a barra de socorro de barman, ele se torna seu proprietário. O bar tem os benefícios da vida moderna, tais como chuveiros, máquinas de lavar louça e micro-ondas. Ele também tem suas próprias regras especiais, tais como os telefones não funcionar, a menos que o interlocutor conhece a sua dimensão do código de área.

### Pacto das Sombras
O bar fica muito lotado depois que o Espectro destruiu toda a magia, acreditando que este poderia causar o fim de todo o mal. O detetive Chimp, um antigo morador da barra, reuniu pessoas para lutar contra o Espectro. A torre e diversos outros heróis levaram a carga, em última análise, formando oficial da equipe Pacto das Sombras. Por eles e com os aliados, as batalhas do Pacto das Sombras para parar o Espectro e seu próprio aliado, Eclipso.
Após a derrota de Espectro, Rook e seus amigos são recrutados pelo vingador Fantasma para entrar na cidade de Riverrock, Wyoming. Enquanto preso dentro e salvar as pessoas de ser sacrificado pelo vilão grupo Pentagrama, eles percebem que cerca de um dia passou, no entanto, devido aos efeitos de magia, um ano realmente passou do lado de fora. De volta para casa, a Torre descobre não apenas que ele e seus aliados são imortalizado em uma estátua, e o grupo pensado para ser morto, mas que ele tem perdido o seu bar para uma indesejável recém-chegado, a quem Torre não pode desalojar.
Rook aprende que quanto mais tempo ele estiver em posse da espada, menos ele envelhece, e, mais tarde, que sua espada é habitada pelo seu último possuidor, seu pai.
Quando Rook, Sombra da Noite e Retalho tentam se teleportar para Washington, D.C. para parar um assalto a banco, eles ficam presos no trânsito na Terra das Sombras da Noite. O duo aprende que Myrra e sua capital, Arcady, estão relacionadas e, provavelmente, de uma parte das terras. Mais tarde, Rook deixa a equipe, a fim de retornar para Myrra.

### DC Rebirth
Rook, junto com o Detetive Chimp, ainda é visto como o dono do Bar Oblivion durante os eventos da saga Dark Nights: Metal. Ele fica para trás para defender o bar e posteriormente é morto com a Espada da Noite pelo Batman Que Ri.